# Dog Park
Dog Park (De tal perro tal amo en España y Los juegos del amor en Hispanoamérica) es una película del año 1998, escrita y dirigida por Bruce McCulloch y protagonizada por Natasha Henstridge y Luke Wilson.

## Argumento
A Andy (Luke Wilson) acaba de dejarlo su novia por otro hombre y debe compartir la custodia de su perro con ella. Luego de intentar una relación con una mujer obsesionada con su perro, conoce a una despampanante rubia en un bar, que también tiene su propio can.